# Akkergrootoogkever
De akkergrootoogkever (Asaphidion flavipes) is een keversoort uit de familie van de loopkevers (Carabidae). De wetenschappelijke naam van de soort werd in 1761 gepubliceerd door Carl Linnaeus.